# Francesco Zucchi
Francesco Zucchi (Venezia, 1692 – Venezia, 1764) è stato un incisore italiano, attivo principalmente nel Nord Italia.

## Biografia
Era il fratello di Andrea Zucchi (1679–1740), e fu istruito da lui a Pordenone. È anche descritto come parente di Pietro Scalvini .
Fu invitato a Dresda per incidere alcune tavole dai quadri della Galleria, ma i suoi lavori furono interrotti dalla Guerra dei sette anni. Secondo Henry Fuseli, Zucchi non è mai andato a Dresda, ma ha invece inviato le sue opere da Venezia. La sua produzione artistica comprende riproduzioni di dipinti, vedute della città di Venezia, Brescia, Bressanone e numerose illustrazioni per libri tra cui la traduzione italiana del Paradiso perduto di Milton nel 1742. Morì nel 1764.